# Resseliella cinctella
Resseliella cinctella är en tvåvingeart som först beskrevs av Jean-Jacques Kieffer 1913.  Resseliella cinctella ingår i släktet Resseliella och familjen gallmyggor. Inga underarter finns listade i Catalogue of Life.